# Continos
Continos es un despoblado español del municipio de San Pedro de Rozados, perteneciente a la provincia de Salamanca, en la comunidad autónoma de Castilla y León.

## Historia
Hacia mediados del siglo XIX, el lugar, por entonces referido como una alquería ya perteneciente a San Pedro de Rozados, tenía contabilizada una población de diez habitantes. Aparece descrito en el sexto volumen del Diccionario geográfico-estadístico-histórico de España y sus posesiones de Ultramar de Pascual Madoz con las siguientes palabras:

CONTINOS: alq. en la prov., part. jud. y dióc. de Salamanca (3 leg.): sit. en un hondo rodeado de laderas, y dan entrada á ella 3 valles por O. E. y N.; confina por esta parte con Otero de Vaciadores, Carrascalino y Turra; S. con Tordelalosa; E. con Terrubias, y O. con la alcaeria de Valmuerna. Comprende el térm. 533 huebras, siendo de monte de encina 250. Las tierras de labor andan á 3 hojas y prod.: trigo y otros cereales. Tiene una pequeña arboleda de álamos, y una fuente de buena agua. Forma este pueblo parte del ayunt. de San Pedro de Rozados, y es anejo de Tornadizos. Como á un tiro de bala por el E. pasa la calzada que conduce á la sierra de Francia. pobl.: 2 vec., 10 alm. contr. terr.: 2,400 rs.; de consumos 560.
(Madoz, 1847, p. 570)

En 2022, no tenía empadronado ningún habitante.